# Hua Tuo
Hua Tuo (華佗T, Huá TuóP), nome di cortesia YuanHua (元化T), (Bozhou, 140 d.C. ca. – 208 d.C. ca.) è stato un medico cinese, che visse durante la fine della dinastia Han orientale.
Nel libro storico Cronache dei Tre Regni e nel Libro degli Han posteriori si riporta che Hua Tuo è stato il primo medico in Cina che ha usato l'anestesia durante un intervento chirurgico. Tali libri sostengono che Hua Tuo riuscisse ad eseguire una anestesia totale combinando del vino con un decotto di erbe chiamato máfèisàn (麻沸散T, lett. "decotto di cannabis"). Oltre ad essere noto per essere un esperto chirurgo ed anestesista, Hua Tuo era anche famoso per le sue conoscenze dell'agopuntura, della moxibustione e dell'uso di medicine vegetali, e degli esercizi medici daoyin. Sviluppò lo wuqinxi (五禽戏T, wu-chin-hsiW, lett. "esercizio dei cinque animali") studiando i movimenti della tigre, del cervo, dell'orso, della scimmia e della gru.

## Vicende storiche

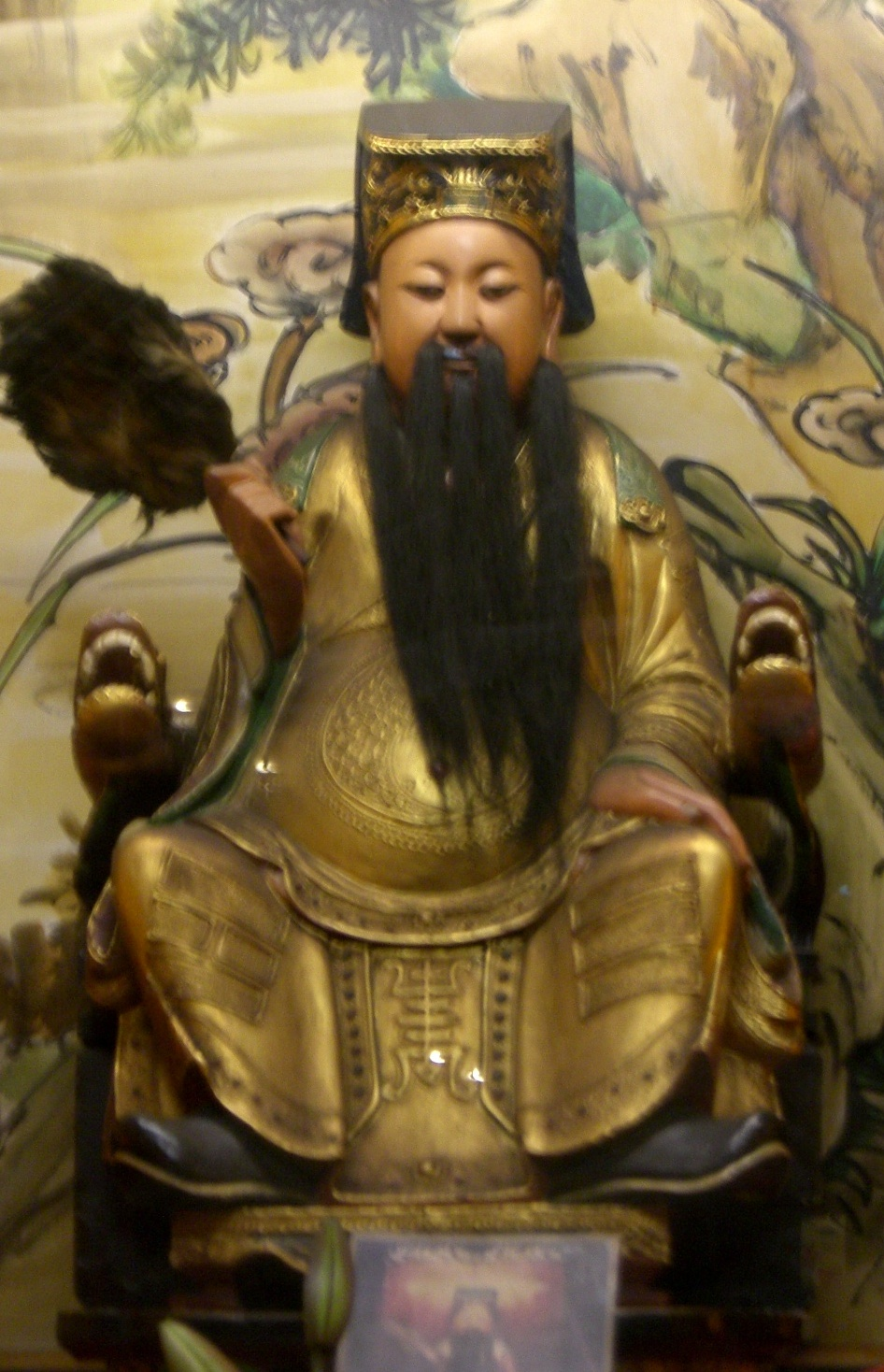
Statua di Hua Tuo al Tempio Mengjia Longshan a Taipei

Le più vecchie biografie esistenti di Hua Tuo si trovano nelle Storie ufficiali cinesi della dinastia Han orientale (25-220) e del periodo dei tre regni. Il libro del terzo secolo Le Cronache dei Tre Regni (Sanguozhi) e il libro del quinto secolo Il libro del tardo periodo Han (Houhanshu) riportano che Hua Tuo nacque nel distretto di Qiao, nello stato di Pei (la moderna Bozhou, Anhui), e che studiò i classici cinesi nella provincia di Xu. Hua Tuo durante la sua vita rifiutò offerte lavorative da parte di ufficiali di alto livello e scelse di praticare la medicina per tutti. Le date della vita di Hua Tuo sono incerte. Le stime vanno dal 110-207 al 190-265. Hua Tuo è stato, seppur più anziano, un contemporaneo del medico Zhang Zhongjing (150-219). Il nome Hua Tuo combina il cognome cinese Hua (華T, lett. "Magnifico, Cina") con l'inusuale nome cinese Tuo (佗T). Egli era anche conosciuto come Hua Fu e il suo nome di cortesia era Yuanhua (元化T, lett. "trasformazione primaria").

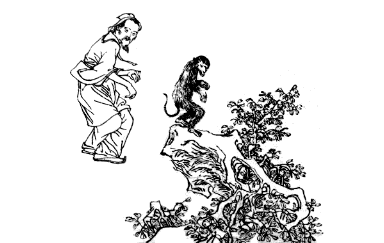
Hua Tuo mentre studia i movimenti delle scimmie

Alcuni studiosi ritengono che egli imparò le tecniche mediche Ayurveda dai primi missionari buddisti in Cina. Hua Tuo viene descritto come “molte centinaia di anni più avanti del suo tempo nel sapere e nella pratica medica” e il sinologo americano Victor H. Mair suggerisce che il suo nome derivi dal Sanscrito agada (medicina, tossicologia). Molti particolari nella sua biografia ricordano la cultura Ayurveda ed egli fu attivo nelle zone dove per prime le comunità buddiste si stabilirono in Cina. Il libro biografico Sanguozhi riporta dettagliatamente le sue conoscenze mediche:
Il libro Houhanshu spiega come questo decotto di cannabis mafeisan venisse disciolto nel vino. La ricetta originale di Hua Tuo per il liquore anestetico mafeisan è andata perduta o distrutta insieme a tutti i suoi scritti. Il Libro dei Sui elenca cinque libri di medicina attribuibili a Hua Tuo o ai suoi discepoli, ma nessuno di questi è oggi esistente.
La parte successiva della biografia di Hua Tuo, che si trova nel Sanguozhi elenca sedici casi medici: dieci di medicina interna, tre di chirurgia, due di ginecologia, e uno di pediatria. Oltre a tali casi medici è riportato come egli rimosse parassiti, eseguì aborti, curò ulcere, piaghe e fece uso della tecnica dell'analgesia. Per esempio:
Cáo Cāo (155-220), che aveva gettato le fondamenta dello stato di Cao Wei nel periodo dei tre regni, è stato il paziente più noto di Hua Tuo. Egli soffriva di mal di testa cronici (probabilmente causati da un tumore al cervello).
I sintomi di Cao Cao vengono descritti da Hua Tuo come «un'emicrania accompagnata da disturbi mentali e vertigini», ed egli identifica il punto di applicazione degli aghi come lo yongquan (涌泉T, lett. "fontana gorgogliante").
In seguito Cao ordinò a Hua Tuo di diventare il suo medico personale, ma Hua Tuo rifiutò.
Per evitare di curare Cao Cao, Hua Tuo usò varie volte la scusa che la moglie fosse malata, ma Cao scoprì l'inganno e ordinò l'esecuzione di Hua Tuo. Xun Yu, un messaggero di Cao Cao, aveva fatto rapporto sul comportamento di Hua Tuo.
«Non ti preoccupare» disse Cao Cao. «Pensi che non ci siano altri ratti come lui sotto al cielo?».»
Mentre aspettava l'esecuzione, Hua Tuo aveva riportato le sue conoscenze mediche su un libro (il Qingnang Shu ossia “Libro della borsa verde”) ma lo distrusse poco prima di morire.
Questa perdita per la medicina tradizionale cinese fu irreparabile.
Viene osservato che: «Sfortunatamente gli scritti di Hua Tuo sono andati perduti; le sue pratiche chirurgiche caddero in disuso, tranne per il suo metodo di castrazione, che continuò ad essere usato. A causa dei pregiudizi legati alla pratica chirurgica, la posizione sociale del chirurgo divenne sempre più bassa e ciò rese un rilancio della chirurgia cinese impossibile.»
Una leggenda di Liezi afferma che il famoso medico Bian Que (500 a.C. circa) usò la tecnica dell'anestesia per eseguire un trapianto di cuore doppio, ma dice anche che quel testo (IV secolo d.C. circa) fu compilato solo dopo il periodo in cui Hua Tuo usò il suo mafeisan.
Più tardi Cao Cao si pentì di aver giustiziato Hua Tuo quando suo figlio Ts'ang Shu, suo successore nonché bambino prodigio che aveva scoperto da sé il Principio di Archimede, morì per una malattia.
Anni dopo, quando il suo amato figlio Ts'ang Shu era molto malato, Cao Cao disse con rimpianto: «Mi pento di aver condannato a morte Hua Tuo e di aver così condannato a morire anche mio figlio, inutilmente».»
Il libro Sanguozhi non specifica la data esatta di morte di Hua Tuo ma poiché Cáo Cāo morì nel 208 d.C., egli non può aver vissuto dopo tale anno.
La biografia di Hua Tuo termina con la presentazione di due suoi discepoli: Wu Pu (吳普T) e Fan A (樊阿T).
Fan A era molto bravo a praticare l'agopuntura e spingeva i suoi aghi a grande profondità. Il suo nome inusuale potrebbe indicare che egli fosse straniero, forse proveniente dall'odierna contea di Tongshan, Jiangsu, la prima zona della Cina raggiunta dai monaci buddisti.
Queste erbe di cui parla Hua Tuo sono le qiye (漆叶T, lett. "Toxicodendron vernicifluum") e le qingdian (青黏T, lett. "Sigesbeckia orientalis").
Ye Mengde (1077-1148), studioso confuciano della dinastia Song, criticò le biografie Sanguozhi e Houhanshu accusandole di essere mitologiche.
Nel suo saggio I medici non possono resuscitare i morti Ye parla della tecnica anestetica che Hua Tuo utilizzava per effettuare interventi di chirurgia interna:
In tempi successivi una procedura di agopuntura in cui si inseriscono gli aghi in trentaquattro punti paravertebrali fu chiamata Hua Tuo Jiaji (華佗夹脊T) in suo onore. Hua Tuo è considerato uno shenyi (神醫T, lett. "dottore divino") ed è considerato il dio della medicina nei templi Daoisti. Hua Tuo zaishi (華佗再世T, lett. "Hua Tuo reincarnato") è considerata una espressione di rispetto riferita a un medico altamente qualificato.

## Narrazioni fittizie

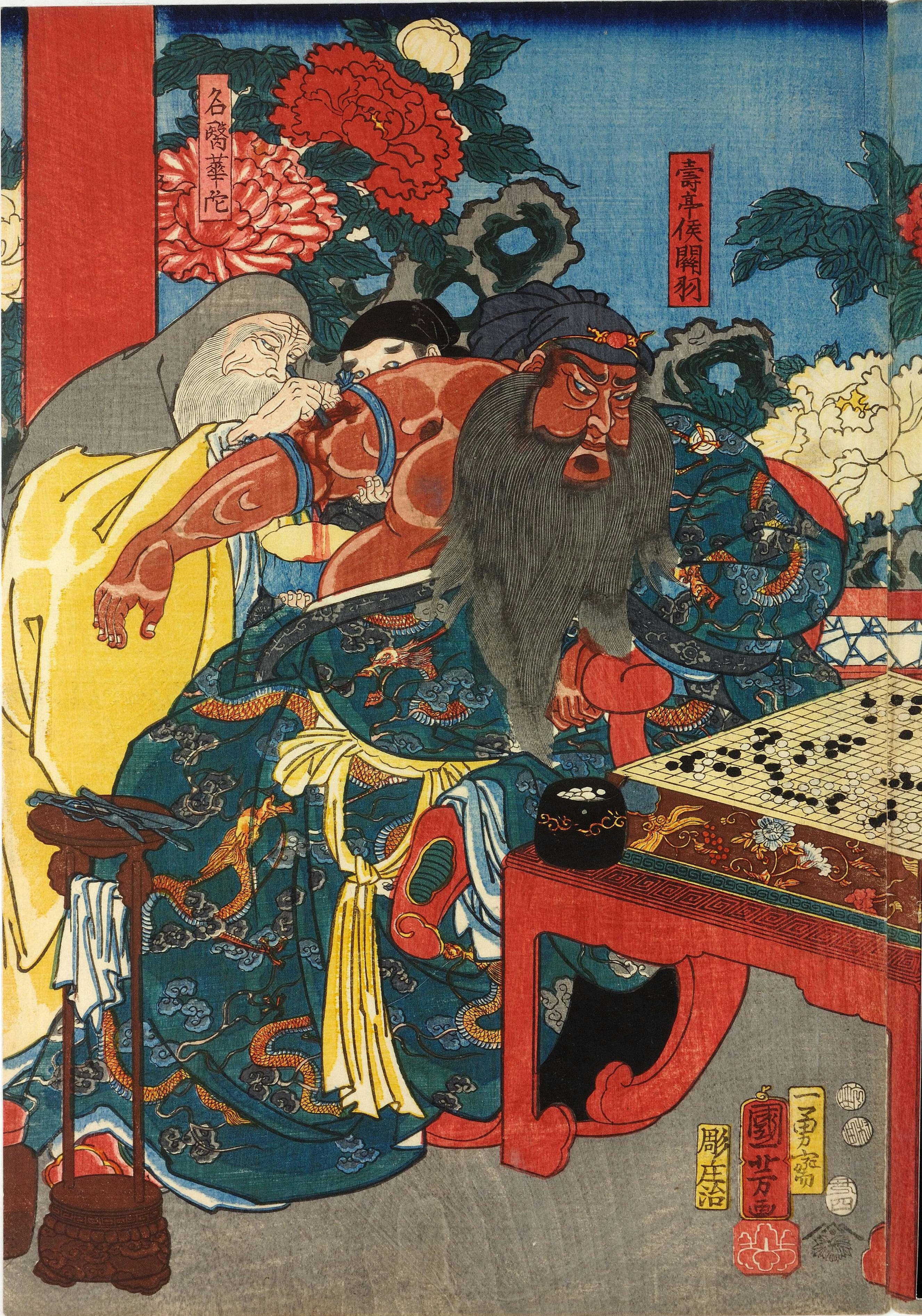
Illustrazione di Utagawa Kuniyoshi, Hua Tuo mentre opera il generale Guan Yu

Nella novella storica di Luo Guanzhong Cronache dei Tre Regni, si dice che Hua Tuo abbia curato il generale Guan Yu, che era stato colpito da una freccia avvelenata durante la battaglia di Fancheng, nel 219 d.C. Si dice che Hua Tuo offrì un anestetico al generale ma che egli si mise a ridere dicendo di non essere spaventato dal dolore. Hua Tuo usò un coltello per tagliare la carne dal braccio di Guan Yu e per grattare via il veleno dall'osso. Si dice che il rumore fatto dal coltello sull'osso spaventò tutti quelli che lo udirono. Durante tale operazione, cruciale per la sua sopravvivenza, Guan Yu continuò a giocare al gioco da tavola weiqi insieme a Ma Liang, senza scomporsi per il dolore. Quando gli fu chiesto da Ma Liang perché fosse rimasto in silenzio, egli disse che non voleva mostrarsi ferito agli occhi dei suoi uomini, per mantenere alto il morale. Visto l'esito positivo dell'operazione, Guan Yu volle ringraziare Hua Tuo con un sontuoso banchetto e offrì un regalo di cento once d'oro, ma egli rifiutò, dicendo che il dovere di un medico era curare i suoi pazienti e non fare profitti. Nonostante il fatto storico che Hua Tuo morì al massimo nel 208, dieci anni prima che fosse combattuta la battaglia di Fancheng, questa storia è un popolare tema artistico cinese.
Hua Tuo fu in seguito chiamato per curare un cronico e terribile mal di testa che affliggeva Cao Cao, che si scoprì poi essere un tumore cerebrale. Hua Tuo disse a Cao Cao che per rimuovere il tumore sarebbe stato necessario aprire il cranio. Cao Cao, sospettando che Hua Tuo lo volesse uccidere, ordinò che venisse arrestato e condannato a morte. Ciò avvenne perché il medico imperiale Ji Ben aveva preso parte al complotto organizzato da Dong Cheng che voleva la morte di Cao Cao.
Nel libro Cronache dei Tre Regni, si dice che Hua Tuo diede il suo libro Qing Nang Shu, che conteneva le sue tecniche di cura, ad una guardia carceriaria prima della sua esecuzione per tramandare le sue conoscenze mediche. La moglie della guardia carceraria tuttavia bruciò tale libro per evitare alcuna implicazione. Allarmata, la guardia carceraria strappò il libro dalle fiamme ma le uniche parti che si salvarono spiegavano come castrare oche e papere mentre le tecniche mediche di Hua Tuo andarono perse.

## Mafeisan
L'innovativo anestetico scoperto da Hua Tuo, è un mistero che dura da molto tempo. Il nome mafeisan combina Ma 麻T, lett. "Cannabis"), Fei 沸T, lett. "bollire") e san 散T, lett. "bevanda").
Ma può voler dire sia "cannabis" e "canapa" che "intorpidito", tale parola si pensa derivi dagli effetti della canapa che veniva usata sotto forma di decotto dalla medicina tradizionale. Molti sinologi e studiosi della medicina tradizionale cinese hanno supposto quelli che potrebbero essere gli ingredienti del mafeisan. Smith sosteneva che Hua Tuo usasse lo yabulu (Mandragora) invece che la canapa. Herbert Giles tradusse mafeisan come "hashish".
Altri sostengono l'ipotesi che mafei volesse dire oppio.
Lu e Needham suggeriscono che Hua Tuo ottenesse un effetto anestetico usando l'agopuntura.